# Equmeniascout
Equmeniascout är, sedan dess första riksscoutläger "Trampolin" och en officiell ceremoni den 5 augusti 2013, namnet på scoutverksamheten inom Equmenia. Stommen till Equmeniascout och namnet på den gemensamma scoutorganisationen inom Equmenia innan augusti 2013 var SMU Scout. Vidare tillkom också scouter från SBUF och MKU men dessa var redan underställda SMU Scout sedan 1 januari 2008. Equmeniascout är en samverkansorganisation till riksorganisationen Scouterna.

## Organisation

### Scoutstaget
Equmeniascouts högsta ledningsinstans är Scoutstaget (formellt: Strategiska arbetsgruppen för scoutfrågor). Scoutstaget fungerar som ett utskott till Equmenias styrelse. Scoutstaget har formellt ingen beslutande makt men ofta överlåts beslut i scoutfrågor till staget från organisationens styrelse. 

### Regioner
SMU Scouts tidigare distrikt har ersatts av 7 regioner som i huvudsak överensstämmer med de gamla distrikten, dessa är: Region Nord (f.d. Övre Norrlands distrikt), Region Mitt (f.d. Mellansvenska distriktet), Region Svealand (f.d. ÖrebroVärmlandDals distrikt), Region Stockholm (f.d. Mälardalens distrikt), Region Öst (f.d. Östra Götalands distrikt), Region Väst (f.d. Västra Götalands distrikt) samt Region Syd (f.d. Södra Götalands distrikt).
Inom de flesta regioner finns ett regionalt scoutstag som samordnar regionens scoutverksamhet.

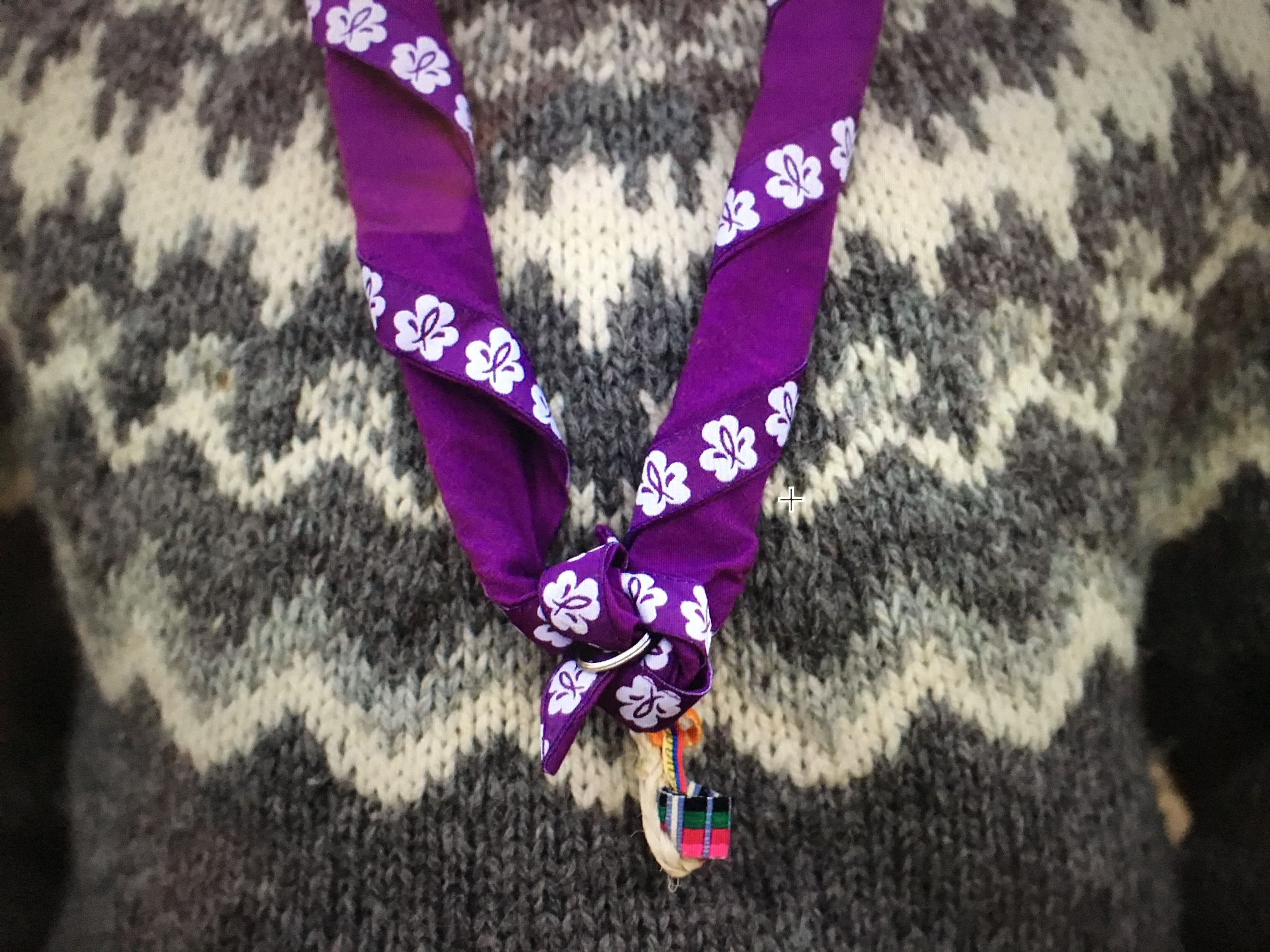
Equmeniascouts halsduk.

## Scoutdräkt
Scoutdräkten består av en scoutskjorta och en halsduk. Liksom för tidigare SMU Scout används den för alla svenska scoutförbund gemensamma scoutskjortan men SMU:s tegelröda halsduk har ersatts av en ny lila.

## Ledarutbildning
Equmeniascout har övertagit SMU Scouts tidigare ledarutbildningsprogram Ska'ut.

### Ska'ut
Ska'ut är en tredelad scoutledarutbildning som riktar sig mot blivande eller aktiva scoutledare runt om i kårerna. Varje region inom Equmenia anordnar varsin kurs på olika platser runt om i landet. Den första delen av utbildningen kallas Ska'ut grön och är till största del som ett scoutläger där de grundläggande sakerna inom scouting tas upp, såsom kartläsning, allemansrätten och sjukvård, men även andakter och hur man hanterar olika typer av barn i olika situationer. 
Den andra delen av utbildningen kallas Ska'ut gul och tar upp organisationen scouting, både internationellt (WOSM, WAGGGS) och även nationellt (Scouterna, Equmenia). På den här delen av utbildningen tas det även upp mer om tro och andlighet inom scoutverksamheten, samt hur man hanterar olika situationer som kan uppstå under ett scoutår. 
Den avslutande delen Ska'ut blå är en hajk som deltagarna själva har planerat, under hajken ska patrullen genomföra ett projekt och utnyttja de kunskaper som de fått under Ska'ut grön och gul.

## Riksscoutläger

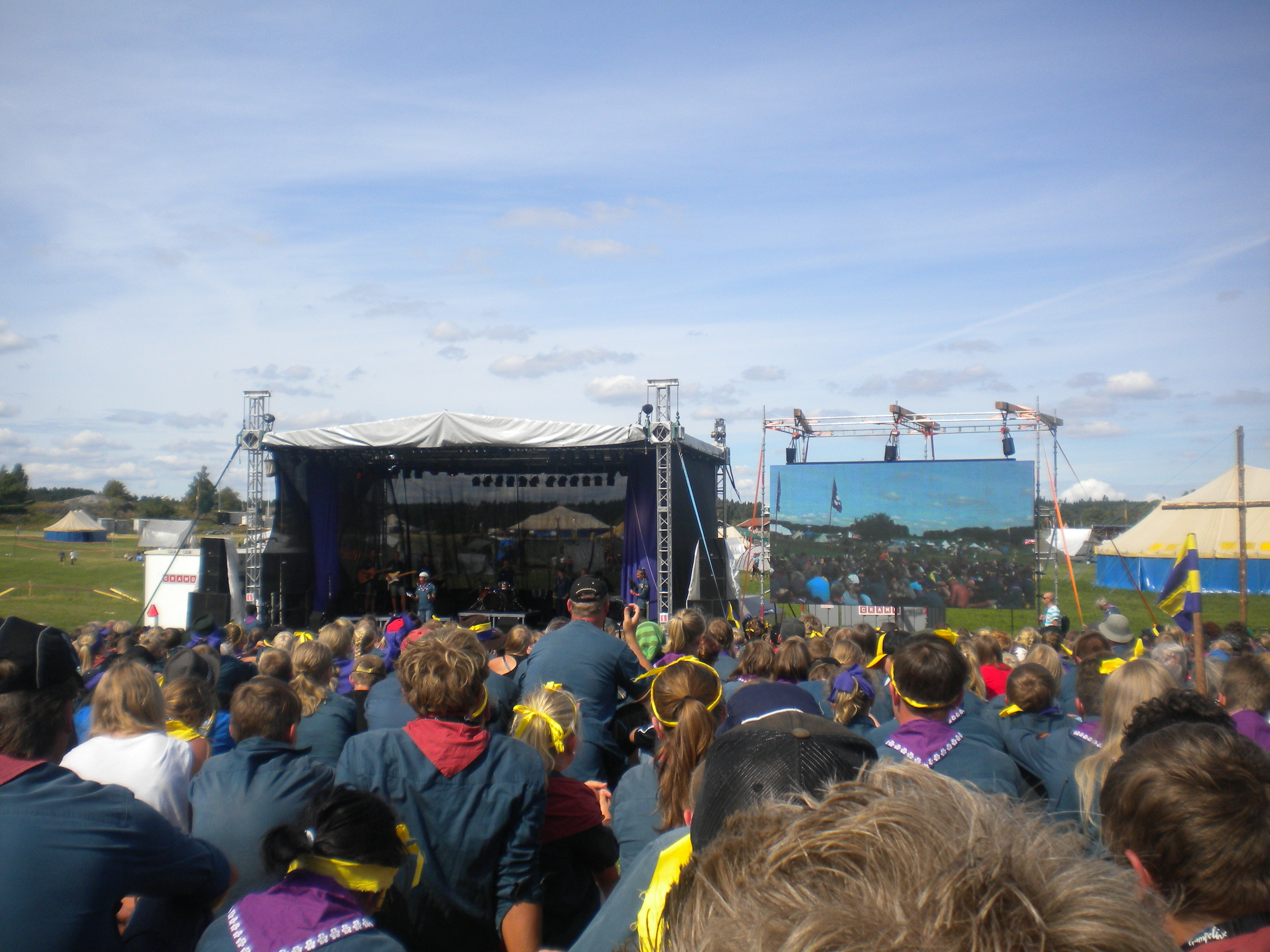
Invigningsceremonin för equmeniascout under riksscoutlägret Trampolin den 5 augusti 2013.

Förbundet har hittills haft två riksscoutläger Trampolin var SMU-scout:s sista. Det andra lägret Prisma hölls 2019 och därefter var rikscoutlägret Större som hölls 2024. 
- Trampolin, Lo, 2013 (3700 deltagare) [4]
- Prisma, Mohed, 2019 (ca 3000 deltagare)
- Större, Vägsjöfors, 2024 [5]